# 棘孔
棘孔（Foramen spinosum）是人類顱底的一對孔洞，位於蝶骨棘的前方、卵圓孔的側邊，兩側各一。通過棘孔的構造有中腦膜動脈、中腦膜靜脈和下頷神經腦膜支。
棘孔常在神經外科手術中作為定位點，可藉由相對位置協助辨識其他顱底孔洞。18世紀時，賈柯柏·貝尼格納斯·溫斯洛首先描述了棘孔。

## 結構
棘孔位於中顱窩內，是一個貫穿蝶骨的孔洞，:771，和卵圓孔並列為蝶骨大翼上唯二的兩對孔洞，卵圓孔則位於棘孔的前內側:776。棘孔的後內側為蝶骨棘，外側為下頷窩:873，後方為耳咽管。

### 變異
棘孔的大小和位置因人而異。沒有棘孔的人非常罕見，且通常只有單側缺失，在此情形下，中腦膜動脈由卵圓孔進入顱腔。棘孔也可能邊緣不完整，估計半數的人有此現象；相反地，只有很少數的人（小於1%）有兩對棘孔，這種些人也常有兩對中腦膜動脈。棘孔通常從蝶骨棘尖端或內側表面（靠體軸中心處）穿過蝶骨。

### 發育
新生兒的棘孔長約2.25公釐，寬1.05公釐；成人棘孔則長約2.56公釐，寬2.1公釐，平均半徑2.63公釐。在一份研究棘孔、圓孔和卵圓孔發育的研究中，棘孔最早在出生後八個月、最遲在七歲前形成完整的環狀構造，多數人最終會發育成圓形。蝶顎韌帶由咽弓發育而來，通常附著在蝶骨棘上，因此可能在棘孔邊緣發現這條韌帶。

### 其它動物
其他人科動物棘孔的位置不在蝶骨，而是在顳骨上，例如顳骨鱗狀部或顳骨和蝶骨交界的蝶鱗縫，但也可能沒有棘孔。

## 功能
棘孔使中腦膜動脈、中腦膜靜脈和下頜神經腦膜支能通過顱骨，進入顱腔:763。

## 臨床重要性
棘孔常因為其特殊的位置而在神經外科手術中作為定位點，用來判斷其他顱底孔洞（包括圓孔和卵圓孔）、下頜神經和三叉神經節的位置。顱內創傷手術的止血也可能涉及棘孔。

## 歷史
18世紀時，丹麥解剖學家賈克柏·溫斯洛首次描述了棘孔，由於這個孔洞和蝶骨大翼的棘突位置相近，因此被命名為棘孔。然而，棘孔的拉丁文「foramen spinosum」在命名時使用了錯誤的詞形變化，因此字面上的意思變成了「有很多棘的孔洞」；正確的詞形變化應為「foramen spinae」，但反而比較少用。

## 外部連結
- 人体解剖学在线（Human Anatomy Online）网站上的相关图片：22:os-0902 – "Osteology of the Skull: Internal Surface of Skull"
- Anatomy figure: 27:02-03 at Human Anatomy Online, SUNY Downstate Medical Center – "Schematic view of key landmarks of the infratemporal fossa."
- Anatomy of the Skull – 27. Foramen spinosum （页面存档备份，存于）